# Писцовая книга Шелонской пятины письма Семена Васильевича Квашни Свербеева 7047 года
Писцовая книга Шелонской пятины письма Семена Васильевича Квашни Свербеева 7047 года — писцовая книга Залесской половины Шелонской пятины поместных земель, датируемая 1538/39 годом. До нашего времени не сохранилась. О её содержании можно судить по нескольким выписям в столбцах по Новгороду — делах поместного стола Новгородской Приказной избы, опубликованных К.В.Барановым в серии ПКНЗ, в томе 6 (отрывки по погостам Боротенский, Лядский, Щепецкий, Лосицкий, Бельский [Дмитриевский] и Дремяцкий). С данной писцовой книгой связывают время официального разделения Шелонской пятины на две половины Залесскую и Зарусскую. Хотя и в более старых писцовых книгах упоминались некоторые погосты, относящиеся, например, к Залесью (без указания, что это половина Шелонской пятины). Эта писцовая книга впоследствии была использована при составлении описаний в 1550/51 году Иваном Григорьевичем Белеутовым и в 1581/82 году Леонтием Ивановичем Аксаковым, в сохранившихся текстах которых есть достаточно много упоминаний о письме Квашни Свербеева.

## Примеры
Наиболее полное описание селения из этой книги сохранилось в выписке 1675 года по деревне Дертина в Боротенском погосте.

«В Боротенском погосте за Игнатом да за Бориском за Федоровыми детми Буторова волостка Лукъяновская Гузнищева да Юръкинские Финеева.

Деревня Дертина, вопче з земцы с Миткою да с Федком з Бокакиным да с Ыванцом с Костиным: (в) болшом Игнат з братом, (в) в челядинном человек их Петрушка, а крестьян: (в) Иванко Семенов, (в) Сысойко Аникеев, пашни в одном поле 8 коробей, сена 40 копен, 4 обжи.»— [РГАДА, Ф. 1209, Столбцы по Новгороду, № 1641/43396, Д. 12, л.2]; опубликовано: "Писцовые книги Новгородской земли", т.6, М.2009, сост.К.В.Баранов. Текст приведён по редакции данного издания.
В писцовой книге 7059 (1550/51) года Ивана Григорьевича Белеутова конкретно о письме Квашни Свербеева упоминается в основном в текстах о новых починках (погостов Бережский, Хмерский, Опотцкий, Ручьевский, Логовещский, Быстреевский, Дубровенский, Дремяцкий, Прибужский), отстроенных после этого письма и поэтому описанных в книге подробно.

«Да у Ивана ж з детми (поч) Брынско, стал ново после писма Квашни Свербеева: (в) Гаврилко Федотов, пашни в одном поле коробья ржы, в дву полех по тому ж, сена нет, доход из хлеба четверть, и обложен полчетверти обжы.»— [РГАДА, Ф. 1209, Оп. 3, № 17144, л.33об.]; опубликовано: "Писцовые книги Новгородской земли", т.6, М.2009, сост.К.В.Баранов. Текст приведён по редакции данного издания.
В писцовой книге 7090 (1581/82) года Леонтия Ивановича Аксакова также есть несколько ссылок на письмо Квашни Свербеева. Например, в тексте по Щепецкому погосту.

«За Костянтином же за Бачиным да за его племянником за Офонасьем в Щепетцком погосте того ж Федоровского поместья Боброва деревни, что были преже того в поместье за Гридею за Забелиным да за его сыном за Матвейцом. А в писцовых книгах Квашни Свербеева преписаны были к усадищу их в Дремятцкой погост.»— [РГАДА, Ф.1209, Оп. 1, № 957, л. 799об.]
В тексте по Илеменскому погосту.

«И то Рюминское поместье в писцовых книгах Квашни Свербеева не написано, а писано по сыску.»— [РГАДА, Ф.1209, Оп. 1, № 957, л. 1336]; опубликовано: Неволин К. А. "О пятинах и погостах новгородских в XVI веке, с приложением карты." Санкт-петербург: Тип. императорской Академии Наук,1853. Текст приведён по редакции данного издания.